# Corticarina franzi
Corticarina franzi es una especie de coleóptero de la familia Latridiidae.

## Distribución geográfica
Habita en Nepal.